# ناحية القحطانية
ناحية القحطانية إحدى نواحي سوريا تتبع إداريّاً لمحافظة الحسكة منطقة القامشلي ومركزها بلدة القحطانية، بلغ تعداد سكان الناحية 65,685 نسمة حسب التعداد السكاني لعام 2004.

## بلدات وقرى ناحية القحطانية

### أ
- أبطخ الحريث
- أبطخ الفاضل
- أبو حجيرة تحتاني
- أبو حجيرة فوقاني
- أبو غدير
- أبو فرع
- أبو كبرة
- الأبيطخ
- الإحساء
- الأحيمر
- أرز
- الأرض
- الأرقم
- أم جفار
- أم حجرة
- أم عظام الحريث
- أم عظام الجوالة
- أم كرين
- أم كرينات

### ب
- البارة الكبيرة
- البتراء
- البشيرية
- بليج
- البوير
- بيازة كبيرة
- بيازة صغيرة
- بياندور

### ت
- تشرين
- تل برهم
- تل بري
- تل جهاد
- تل خاتون
- تل خرنوب
- تل زيوان
- تل السيد
- تل شعير
- تل عودة
- تل كمرة
- تل المطر
- التنورية
- التيماء

### ث
- الثلجة
- ثورية

### ج
- الجبل

### ح
- حبيس
- الحرمون
- حسناء
- الحضر
- حلوة الشيخ
- حلوة البرية
- الحيرة

### خ
- خراب العبد
- خربة الذيبة
- خربة خليل
- خربة الذيابة
- خربة الطير
- خريجة
- خزامى
- خزنة كبيرة
- خويتلة الجوالة
- خويتلة السفلي

### د
- الدرك

### ر
- الرمثة
- الرها
- روتان

### ز
- زورافا

### س
- سبأ
- سحيل
- سمير
- السنابل
- سوقية
- سيحة جديدة تحتاني
- سيحة فوقـاني

### ش
- الشلهومية
- الشور

### ص
- صافية
- الصوفية

### ط
- طويل

### ع
- العرجة الغربية
- العرين

### غ
- غريقة تحتاني
- غريقة فوقاني

### ف
- فارس كبير

### ق
- القحطانية
- قطبة
- قطبة تحتاني

### ك
- الكريمة

### ل
- لزاكة
- ليلان كبير

### م
- محركان
- محمد ذياب شرقي
- محمد ذياب غربي
- ملاعباس
- المرج
- مرجانة
- مشيرفة
- مشيرفة جراح
- مشيرفة صالح
- المناذرة
- المندوب

### ن
- النبوعة
- نزهة

### و
- الوعرة
- الوليد
- وهران